# Gianfranco Garia
Gianfranco Garia (Giba, 10 dicembre 1963) è un militare italiano dell'Arma dei Carabinieri, insignito di Medaglia d'oro al valor civile.